# 大津正
大津 正（おおつ まさし、1909年10月13日 - 1997年1月29日）は、日本の政治家秘書。共に総理大臣を務めた岸信介、佐藤栄作兄弟の下で秘書を務めた。山口県熊毛郡田布施町生まれで、岸・佐藤兄弟とは同郷である。

## 経歴
- 中央大学卒業。
- 岸信介の秘書となる。
- 1948年 - 内閣官房長官佐藤栄作の秘書官に就任。
- 1964年11月 - 佐藤内閣成立に伴い、内閣総理大臣政務秘書官（首席秘書官）に就任。
- 1967年 - 首席秘書官を楠田實に譲る。
- 1971年 - 再び首席秘書官に就任。
- 1972年 - 佐藤の首相辞任に伴い、首席秘書官を退任。
- 1991年 - 大利根カントリークラブ社長に就任、以後、死亡時まで務める。

## 関連書籍
- 塩田潮著『大いなる影法師 代議士秘書の野望と挫折』（文春文庫、1985年）

| スタブアイコン | サブスタブ | この項目は、まだ閲覧者の調べものの参照としては役立たない、人物に関連した書きかけの項目です。この項目を加筆・訂正などしてくださる協力者を求めています（P:人物伝/PJ:人物伝）。 |